# ポラリスコード
『ポラリスコード』（Polaris Chord）は、コナミアミューズメントより開発・販売されるアーケードゲーム。2024年3月27日稼働開始。公式の略称は『ぽらりこ』。

## 概要
ボタンやフェーダーを操作して、直観的に楽しむ音楽ゲーム。同社の『SOUND VOLTEX』や『ノスタルジア』、『DANCERUSH STARDOM』のように、ノーツは奥から手前に流れてくる。
元々BEMANIシリーズの一つの位置づけとしていたものの、稼働直前及び稼働開始以降では筐体、公式ホームページにBEMANIのロゴは表記されなくなっているため、BEMANIシリーズの位置づけではないとされている。

## 筐体について

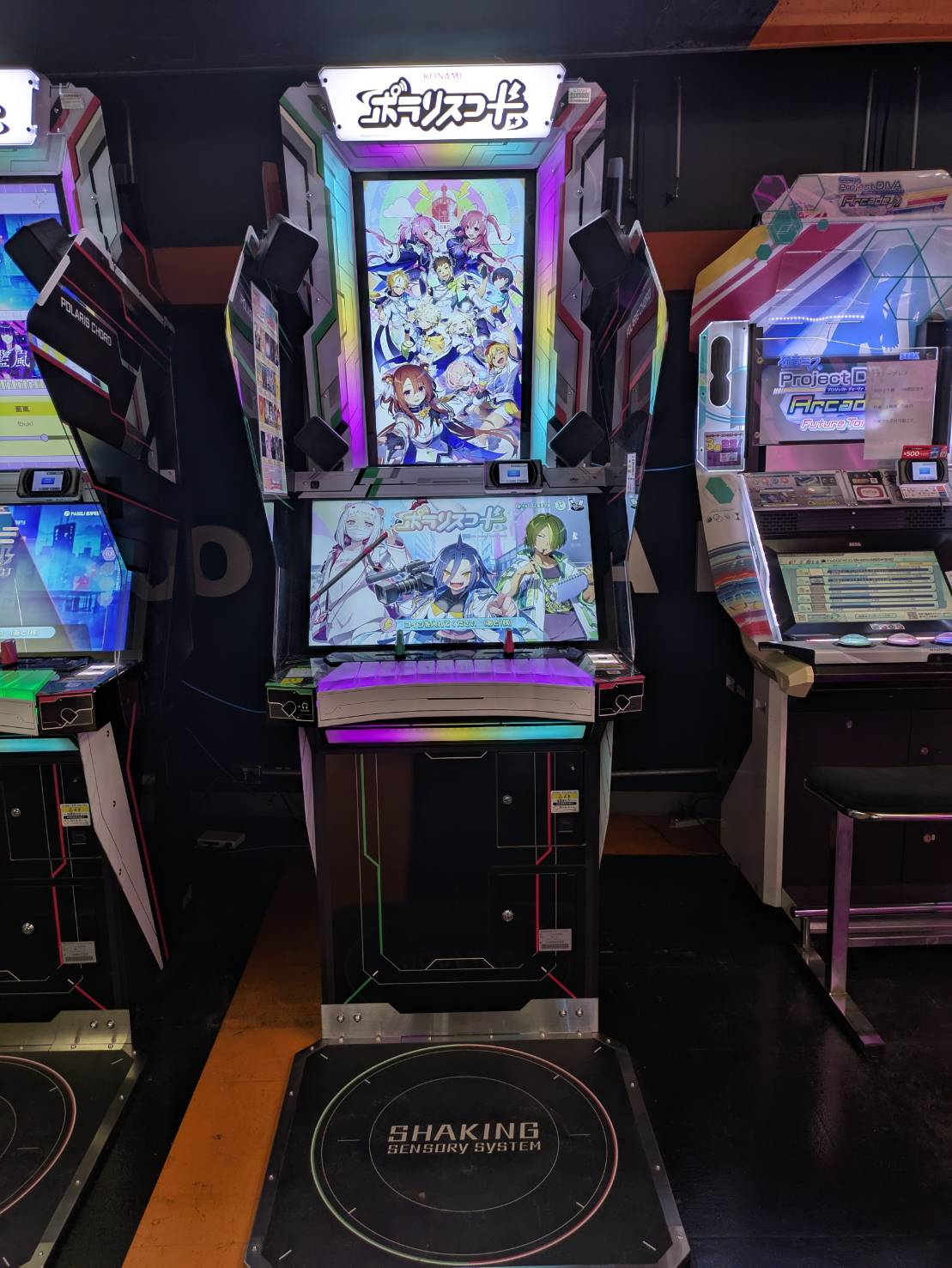
筐体

筐体上部にはプレー中の楽曲や後述する「コンテンター」を表示する大型のディスプレイ、筐体下部には操作デバイス、タッチパネルディスプレイが搭載している。
操作デバイスは12個の鍵盤のようなボタンと、左右に動かすことのできる「フェーダー」2つで構成され、選曲やオプション変更はタッチパネルによって行われる。
足元にはタイトーの音楽ゲームであるグルーヴコースターの周辺機器である「グルーヴステージ」と同じようにプレイ中に振動するパットがデフォルトで搭載されている。
設定で無振動にすることも可能。
なお、筐体最上部のロゴの部分のライトは電源が付いている状態でも消灯が可能。
イヤホンジャックは筐体左側に搭載されており接続時などに音量設定が可能。
システム基板には専用のものが使用されている。

### システム基板の構成について
ポラリスコードの起動画面中に、以下のような基板情報が記載されている。
- CPU: Intel Core i5-9500E
- RAM: DDR4-2666 16GB
- M/B: ASUS H310M-IM-A
- SSD: Innodisk 3TG6-P （容量不明）
- GPU: NVIDIA GeForce GTX 1650 4GB （メーカー不明）

デバック画面において以下の情報が記載されている。
- OS: KONAMI Windows 10 Embedded System

なお、デバック画面は画面をタップすることで消える。

### モニター
ポラリスコードの起動画面中及びポラリスコーボ内の「作品データの仕様」欄に対応している画面解像度、ビットレートなどの情報が記載されている。
画面解像度・リフレッシュレートについて
- 解像度：1080p（1920×1080px）
- リフレッシュレート：60Hz（30fpsと60fpsに対応）

また、サブモニター（上画面）は270度回転している

### スピーカー
下部モニター上、上部モニター中あたりに設置されている。総数は4個。
- サンプリングレート及びビットレート：44.1kHz/16bit（CD音質）
- チャンネル：ステレオ

## 基本ルール
BEMANIシリーズの『SOUND VOLTEX』と同じような、画面奥から前へ降ってくるノーツを、手前にあるボタンを叩いたり、フェーダーを左右に動かすことで演奏するシステムとなっている。

### 判定について
判定は良い順に「PERFECT」「GREAT」「GOOD」「BAD」「MISS」の五つで、連続してGOOD以上の判定を取るとコンボが増加する。すべてのノーツをGOOD以上の判定で処理し、曲を終了すると「FULL COMBO（紫）」、すべてのノーツをPERFECT判定で処理して曲を終了すると「ALL PERFECT（APとも表記）」となる。

### ゲージシステム
本作ではプレーの判定によって増加する「ACHIEVEMENT RATE」「LIKES」と、プレーの判定によって減少し、後述するサポートスナップの能力によって増加する「AUDIENCE」という3つのゲージがある。
ただ、いずれかのゲージが空になってもその曲の最後まではプレーできる。
ACHIEVEMENT RATE（アチーブメントレート）
プレーの判定によって増加し、減少しないゲージ。GREATやPERFECTといった判定で増加しやすく、MISSでは増加しない。AUDIENCEゲージが0になっても増加する。
LIKES（ライクス）ゲージ
プレーの判定によって増加し、減少しないゲージ。ACHIEVEMENT RATEと同じく良い判定を取ると増加しやすいが、BADやMISS判定では増加しないことに加え、AUDIENCEゲージが0になるとそれ以上良い判定をとってもゲージが増加しないという特徴がある。
AUDIENCE（オーディエンス）ゲージ
BADやMISS判定を取ると減少し、一部のサポートスナップのスキル発動で増加する特殊なゲージ。GOOD以上の判定では増加しない。
このゲージが0になるとLIKESゲージが増加せず、後述するクリアタイプが「GOOD TRY」になる。

### プレーリザルト
リザルトにはLIKESを基にした「LIKESリザルト」と、2024年5月2日のアップデートよりに追加された、ACHIEVEMENT RATEを基準とする「ARリザルト」の2種類がある。
LIKESリザルト
LIKESの量やクリアランクにより、総合的に評価されたもの。花びらの数と顔で表現されている。
ARリザルト
ACHIEVEMENT RATEの数値により、D / C / B / A / AA / AAA / S / SS / SSS / SSS+の10段階で評価される。